# 單脈蝨蚜
單脈蝨蚜（学名：Quernaphis tuberculatus）为扁蚜科脈胸扁蚜屬下的一个种。